# Andrea Provana di Leinì
Andrea II Provana di Leynì (Leinì, 1520 circa – Nizza, 29 maggio 1592) è stato un ammiraglio sabaudo.
Deve la sua fama per aver comandato, nel 1571, la flotta sabauda nella battaglia di Lepanto contro l'Impero ottomano.

## Biografia
Nacque intorno al 1520, forse nel castello di Leinì, figlio del conte Giacomo III e della nizzarda Anna Grimaldi di Boglio. 
L'anno di nascita era stato fissato dallo storico chierese Carlo Tenivelli (1754-1797) al 1511. Tale data figura tra l'altro sulla targa della via che il comune di Torino gli ha intitolato. 
Tuttavia, Arturo Segre (1873-1928) nel corso delle sue ricerche, poi confluite in un saggio apparso per i tipi dell'Accademia dei Lincei, verificò che i genitori si sposarono nel 1518. Egli poté quindi porre la sua nascita fra 1519 e 1524 (quest'ultima data si desume dal fatto che nel 1545 dichiarava di aver già superato i ventun anni).
Provana fu, com'è stato scritto, «la figura che in tutti i momenti più importanti della storia piemontese, durante la seconda metà del XVI secolo, spiccò sopra ogni altra accanto a quella del duca Emanuele Filiberto I di Savoia», con il quale combatté nel castello di Nizza, durante la guerra contro Enrico II di Francia, con l'incarico di maestro di campo generale, e luogotenente generale.
Si distinse nella guerra delle Fiandre, dove è ricordata nel 1553 una sua solitaria missione: infiltratosi tra le file dell'esercito nemico che assediava la piazzaforte di Bapaume, tra il confine del Belgio e lo stretto di Calais, riuscì con un'azione di intelligence a far riportare al duca di Savoia, comandante dell'esercito imperiale, una vittoria sull'esercito francese. Mentre tre anni più tardi, nel 1556, fu incaricato di provvedere alle fortificazioni di Villafranca marittima, il porto di Nizza, e di allestire una flottiglia da guerra.
Secondo alcuni storici, con Andrea Provana si può fissare la vera origine della marina piemontese, destinata un giorno a conglobare tutte quelle della nazione italiana. La sua fedeltà fu peraltro  ricompensata, con la nomina a Capitano Generale della flotta sabauda e Governatore di Nizza. Nella Savoia, e a Nizza, è ricordato per aver represso con durezza una sedizione messa in atto da un gruppo di Ugonotti ribellatisi al duca di Savoia: i capi della congiura furono catturati e giustiziati.
Navigò su ordine del Duca in varie imprese contro i pirati barbareschi, e in soccorso della flotta spagnola contro i Turchi. Degna di menzione è, in tal senso, la sua partecipazione, nel 1563, alla  riconquista di Peñón de Vélez de la Gomera, sulla costa marocchina, dal 1522  in mano ai barbareschi che minacciavano le comunicazioni con lo stretto di Gibilterra. Un'altra impresa di Andrea Provana rimonta al 1565, con la partecipazione alla liberazione di Malta dai Turchi.
L'impresa che gli diede celebrità storica, fu, nel 1571, la partecipazione alla Battaglia di Lepanto, quale ammiraglio della flotta del Ducato di Savoia. Durante il corso della battaglia fu colpito alla testa, ma sì salvò grazie al "morione" che ammortizzò l'impatto. Il morione gli era stato donato da Francesco Maria II della Rovere, Duca di Urbino, che aveva chiesto di salpare con la "Capitana" del Provana, desiderando  combattere sopra le navi del duca di Savoia, e al fianco dell'Ammiraglio. Su quella Galea, peraltro, era salita anche la quinta compagnia del reggimento lombardo di Francesco Paolo Sforza di Caravaggio, comandata dal capitano Gianbattista Bonarelli della Rovere. Due giorni dopo la vittoria contro l'Impero ottomano, Andrea Provana, dal porto di Petalà, mandò al duca di Savoia una relazione che rimane uno dei più interessanti resoconti dell'intero svolgimento della battaglia. Per questa impresa, egli ottenne numerosi riconoscimenti,  vitalizi, titoli e onorificenze, quali quelle di Grande Ammiraglio dell'Ordine dei Santi Maurizio e Lazzaro, e il "Collare" dell'Ordine Supremo della Santissima Annunziata.
Morì a Nizza nel maggio del 1592. Le sue spoglie, inizialmente deposte a Villafranca marittima, vennero in seguito trasportate nella cappella di famiglia a Frossasco.

## Riconoscimenti
- La città di Torino gli ha dedicato una via, nel Quadrilatero Romano.

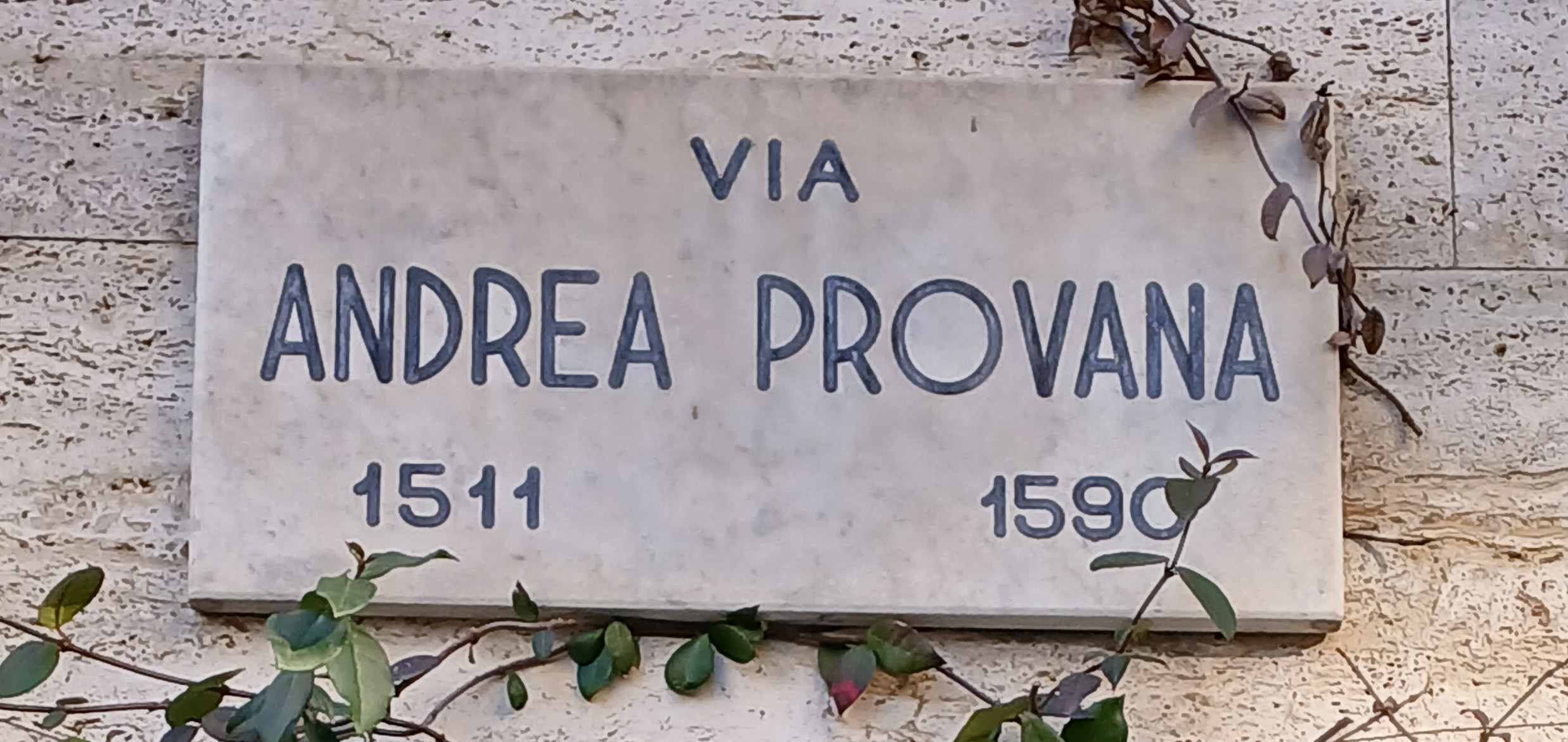
Via Andrea Provana

- La Regia Marina ha battezzato con il suo nome due sommergibili: il primo della classe Barbarigo, varato nel 1918, il secondo appartenente alla classe Marcello, nel 1938.